# Kralj Arthur (film)
Kralj Arthur (v izvirniku King Arthur) je film iz leta 2004, ki ga je režiral Antoine Fuqua, scenarij zanj pa je napisal David Franzoni. V njem igrajo Clive Owen kot glavni junak, Ioan Gruffudd kot Lancelot in Keira Knightley kot Guinevere.
Producenti filma so trdili, da bodo predstavili zgodovinsko izpopolnjeno verzijo pripovedk o kralju Arturju, ki naj bi jo navdihnila nove arheološke najdbe. Resničnost teh trditev je bila tema mnogih pogovorov, vendar film kralja Arturja predstavi kot rimljanskega častnika in ne kot srednjeveškega viteza. Film so snemali v Angliji, na Škotskem in na Irskem.

## Igralska zasedba
- Clive Owen - Arthur/Artorij Kast
- Keira Knightley - Guinevere
- Ioan Gruffudd - Lancelot
- Mads Mikkelsen - Tristan
- Joel Edgerton - Gawain
- Hugh Dancy - Galahad
- Ray Winstone - Bors mlajši
- Ray Stevenson - Dagonet
- Stephen Dillane - Merlin
- Stellan Skarsgård - Cerdic
- Til Schweiger - Cynric
- Sean Gilder - Jols
- Pat Kinevane - Horton
- Ivano Marescotti - Bishop Germanus
- Ken Stott - Marius Honorius
- Lorenzo De Angelis - Alecto